# Sonia Guillén
Sonia Elizabeth Guillén Oneeglio (Huánuco, 13 de marzo de 1953) es una arqueóloga y antropóloga forense peruana experta en momias.  Fue Ministra de Cultura del Perú, durante el Gobierno de Martín Vizcarra, desde el 7 de diciembre de 2019 hasta su renuncia el 29 de mayo de 2020.

## Biografía

### Estudios realizados
Guillén estudió en el Colegio América del Callao y se graduó en 1969. Asistió a la Universidad Nacional de San Marcos, donde estudió arqueología. Guillén fue becaria del Programa Fulbright. Se mudó a los Estados Unidos y estudió antropología en la Universidad de Míchigan. Guillén obtuvo su doctorado en antropología física en la Universidad de Míchigan en 1992. Guillén asistió a un curso de osteología impartido por Jane E. Buikstra en la Universidad del Noroeste. Trabajó junto a Lawrence Angel, Douglas H. Ubelaker y Thomas Dale Stewart en el Instituto Smithsonian.

### Investigación y carrera
Es Directora del Instituto Bioarqueologia Perú, Centro Mallqui. En 1997 Guillén descubrió cientos de momias en la Laguna de los Cóndores, situada cerca del pueblo de Leymebamba - Chachapoyas - en el Departamento de Amazonas, en el norte del Perú, donde estableció el Centro Mallqui ( en Leymebamba ). El mausoleo estaba ubicado en un acantilado a unos 300 pies sobre un lago. Guillén ha descrito el hallazgo como uno de los más importantes del Imperio Inca. Le preocupaba que los huaqueros hubieran saqueado las antiguas tumbas y ciudades. Guillén y sus compañeros de trabajo fueron los primeros en demostrar que los incas conservaron a sus momias reales. Se cree que las momias incas son una parte importante de la vida antigua, e incluso estuvieron presentes en las reuniones. Guillén fue responsable de los valiosos artefactos en el sitio, incluidos los resortes anudados bien conservados conocidos como quipus. Estudia a las momias en laboratorios con clima controlado, y tiene que actuar rápido para evitar su degradación.
Descubrió las momias del perro chiribaya, que fue la segunda raza de perros que existió en Perú en la era precolombina. Entre 1999 y 2000, Guillén identificó dos cráneos de chiribayas momificados. También estuvo involucrada con el descubrimiento de la Dama de Cao. Le preocupaba que la momia se exhibiera en la National Geographic Society. Descubrió que la Dama de Cao probablemente había sufrido de eclampsia. Guillén usó microscopía electrónica para identificar cristales de sal, lo que implicaba que la Dama de Cao fue lavada con agua de mar. Descubrió más de 82 tumbas de perros en cementerios de mascotas de la era precolombina. Ella ha estudiado los sitios de entierro de perros sin pelo peruanos.
Ha participado en la creación de los museos de Chiribaya y Leimebamba. Con respecto a este último, Guillén trabajó en el rescate y conservación de las momias del yacimiento de la Laguna de los Cóndores. También realizó trabajos con las momias de Chinchorro de Moquegua.
Sonia Guillén aportó sus conocimientos forenses en las indagaciones realizadas por la Comisión de la Verdad y Reconciliación que investigó los crímenes de la época del terrorismo en el Perú. También fue una de las impulsoras de la creación del posgrado en Antropología Forense y Bioarqueología en la Pontificia Universidad Católica del Perú el 2007.
En 2013, fue designada como directora general de Museos por la ministra de Cultura, Diana Álvarez-Calderón.
Impulsó un programa de cooperación con el Washtenaw Community College en el Centro Mallqui. Guillén fue nombrada directora del Museo Nacional de Arqueología, Antropología e Historia del Perú en 2018.

## Premios y honores
- Asociada extranjera de la Academia Nacional de Ciencias (NAS) en 2012.[28][1]